# Legok Gunung
Legok Gunung is een bestuurslaag in het regentschap Pekalongan van de provincie Midden-Java, Indonesië. Legok Gunung telt 2645 inwoners (volkstelling 2010).